# Майк Девіс (тенісист)
Майк Девіс (англ. Mike Davies; 9 січня 1936 — 2 листопада 2015) — колишній британський тенісист.
Здобув 34 одиночні титули.
Найвищим досягненням на турнірах Великого шолома був фінал в парному розряді.
Завершив кар'єру 1969 року.

## Фінали турнірів Великого шолома

### Парний розряд (1 поразка)
| Результат | Рік  | Турнір               | Покриття | Партнер      | Суперники                     | Рахунок        |
| --------- | ---- | -------------------- | -------- | ------------ | ----------------------------- | -------------- |
| Поразка   | 1960 | Вімблдонський турнір | Трава    | Боббі Вілсон | Денніс Ролстрон Рафаель Осуна | 5–7, 3–6, 8–10 |